# Fondazione Louis Vuitton
La Fondazione Louis Vuitton è un museo d'arte e centro culturale situato a Parigi e gestito dal gruppo LVMH.
Il museo d'arte è stato inaugurato nell'ottobre 2014. L'edificio è stato progettato dall'architetto Frank Gehry ed è adiacente al Jardin d'Acclimatation nel Bois de Boulogne del 16º arrondissement di Parigi, al confine con il comune Neuilly-sur-Seine. Questo progetto, che doveva essere una replica della Fondazione Pinault con sede a Venezia, è l'espressione mediatica della competizione tra Bernard Arnault e il suo rivale François Pinault.
L'inaugurazione è avvenuta il 20 ottobre 2014 alla presenza di François Hollande, Presidente della Repubblica. Nel 2017 il museo ha ricevuto circa 1 400 000 visitatori.

## Controversie
Il costo effettivo del museo inizialmente doveva essere di 100 milioni di euro, ma nel 2017 è stato scoperto che è costato otto volte la cifra iniziale. Una relazione del novembre 2018 della Corte dei conti francese ha indicato che dal 2007 al 2014, la costruzione dell'edificio costituiva l'attività principale della Fondazione. All'inizio di quel mese il FRICC, un gruppo anti-corruzione francese, ha presentato una denuncia al tribunale di Parigi accusando la Louis Vuitton Foundation di aver commesso frodi ed evasione fiscale nella costruzione del museo, affermando che la branca senza scopo di lucro del conglomerato LVMH ha detratto circa il 60% del costo del museo dalle tasse, richiedendo altri rimborsi fiscali su altri costi dell'opera. In totale, la FRICC sostiene che la LVMH e la Louis Vuitton Foundation hanno ricevuto quasi 603 milioni di euro dal governo per sostenere i circa 790 milioni di euro di costi di costruzione del museo.